# Natalis Pagliaruzzi
Natalis Pagliaruzzi, vitez s Kieselsteina, kranjski plemič, zdravnik, politik in industrialec, rojen v Kobaridu 1746, umrl v Kranju 1832.

Kot zdravnik se je naselil v Kranju ter se poleg zdravniške prakse pričel ukvarjati tudi s podjetništvom, posebej z žimarsko industrijo.
Premoženje je povečeval z nakupi več posetev, med drugim je kupil tudi grad Kieselstein (1793), po katerem je poimenovan njegov viteški predikat (1809).

V političnih vodah se je uveljavil leta 1797, ko je postal župan Kranja, v letu 1808 pridobil kranjsko deželanstvo ter bil 1809 povišan v viteško plemstvo.
Kot župan je sodeloval pri ustanovitvi gimnazije v Kranju.

Leta 1777 se je poročil z Frančiško Jenko pl. Jenkersheim. V zakonu se mu je rodilo več otrok, med njimi;

- Sigismund Pagliaruzzi
- Ivana
- Antonija
- Mihael Angelo Pagliaruzzi.